# Rimasco
Rimasco est une commune de la province de Verceil dans le Piémont en Italie.

## Administration
| Période                                  | Période  | Identité           | Étiquette    | Qualité |
| ---------------------------------------- | -------- | ------------------ | ------------ | ------- |
| 14 juin 2004                             | En cours | Vittorio Bertolini | Lista Civica |         |
| Les données manquantes sont à compléter. |          |                    |              |         |

### Hameaux
Campo Ragozzi, Dorca, Ferrate

### Communes limitrophes
Boccioleto, Carcoforo, Fobello, Rima San Giuseppe, Rossa

### Évolution démographique

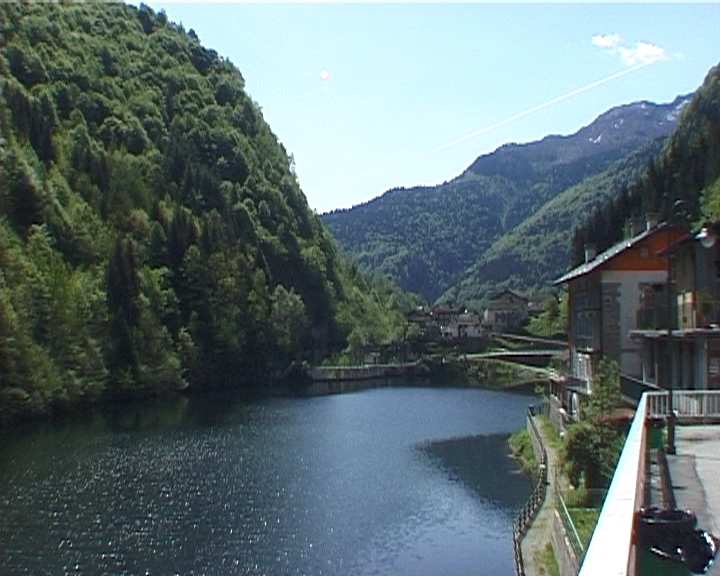
Le lac de Rimasco

Habitants recensés